# Yrjö Kokko
Pour les articles homonymes, voir Kokko.
Yrjö Olavi Samuli Kokko (né le 16 octobre 1903 à Serdopol dans le Grand-duché de Finlande (Empire russe), aujourd'hui Sortavala en Russie, mort le 6 septembre 1977 à Helsinki) est un écrivain et vétérinaire finlandais.

## Biographie
Il est surtout connu pour son conte de fées Pessi and Illusia et pour avoir lancé le travail de conservation du Cygne chanteur en Finlande.
Il était marié à la dentiste Aune Ilus. Sa fille Anna Ungelo est aussi écrivain et professeur de finnois à l'Institut national des langues et civilisations orientales a Paris jusqu'en 1997.
Il a reçu la médaille Pro Finlandia en 1957.

### Œuvres
- Kotieläin (Animaux de compagnie, Anatomie et physiologie pour les écoliers et les autodidactes) (1932)
- Pitäkää tulta vireillä (1941, pièce de théâtre)
- Miglin joutsenet (1941, pièce de théâtre)
- Pessi ja Illusia (1944)
- Neljän tuulen tie (1946)
- Laulujoutsen (1950)
- Sudenhampainen kaulanauha (1951)
- Hyvän tahdon saaret (1953)
- Ne tulevat takaisin (1954)
- Ungelon torppa (1957)
- Tunturi (1961)
- Täydennysmies (1962)
- Pessi ja Illusia (1963) (version pour les enfants)
- Perheen jumppakirja (1963)
- Sota ja satu (1964)
- Molli, maailman viisain koira (1965)
- Alli, jäänreunan lintu (1966)
- Poro – Muistelus (1969)
- Parhaat ystäväni – Choix de photographies animalières (1970)

## Prix littéraires
- Médaille Pro Finlandia en 1957.
- Prix national de littérature